# St. Peter und Paul (Duisburg)

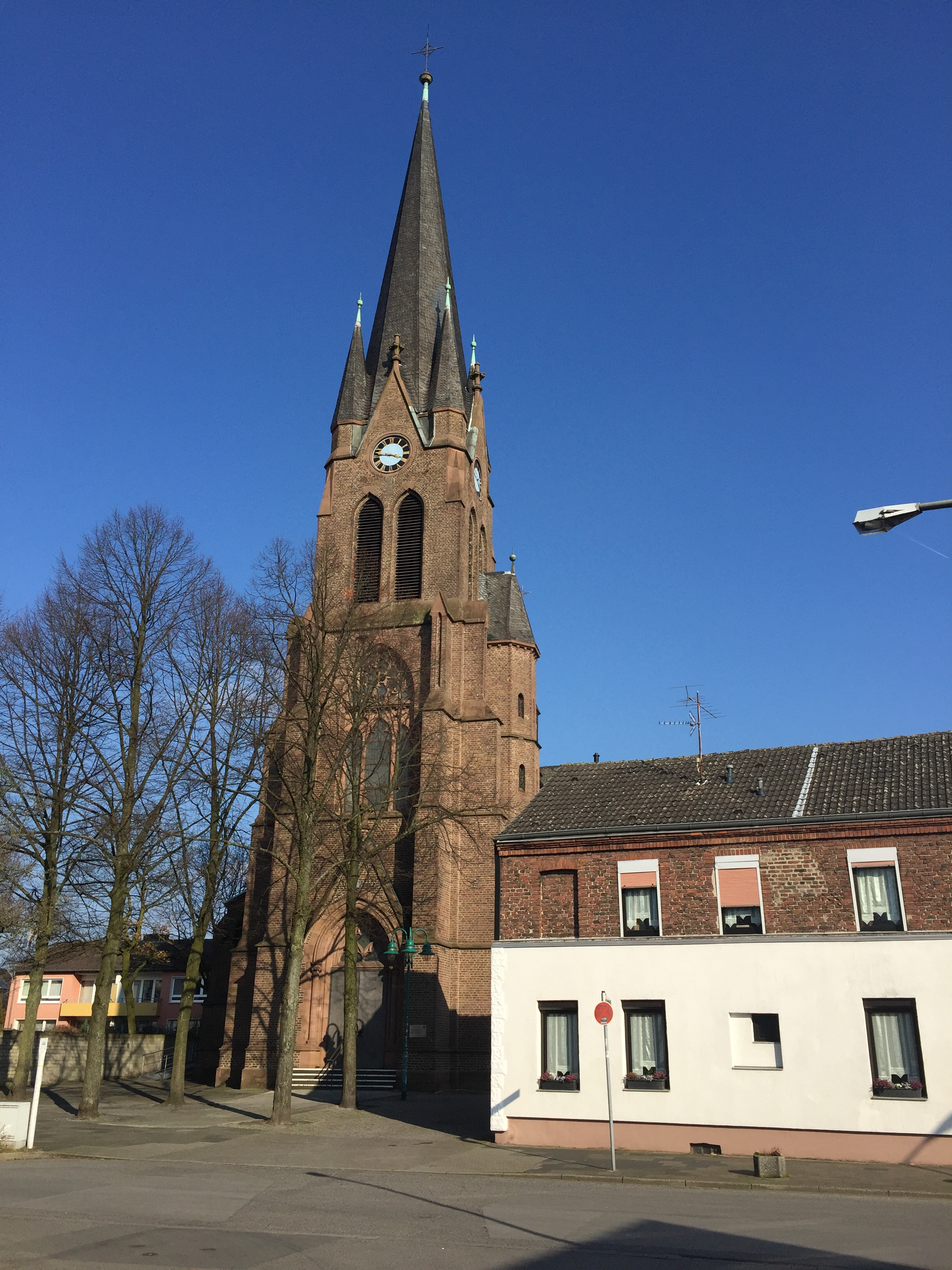
Frontseite St. Peter und Paul

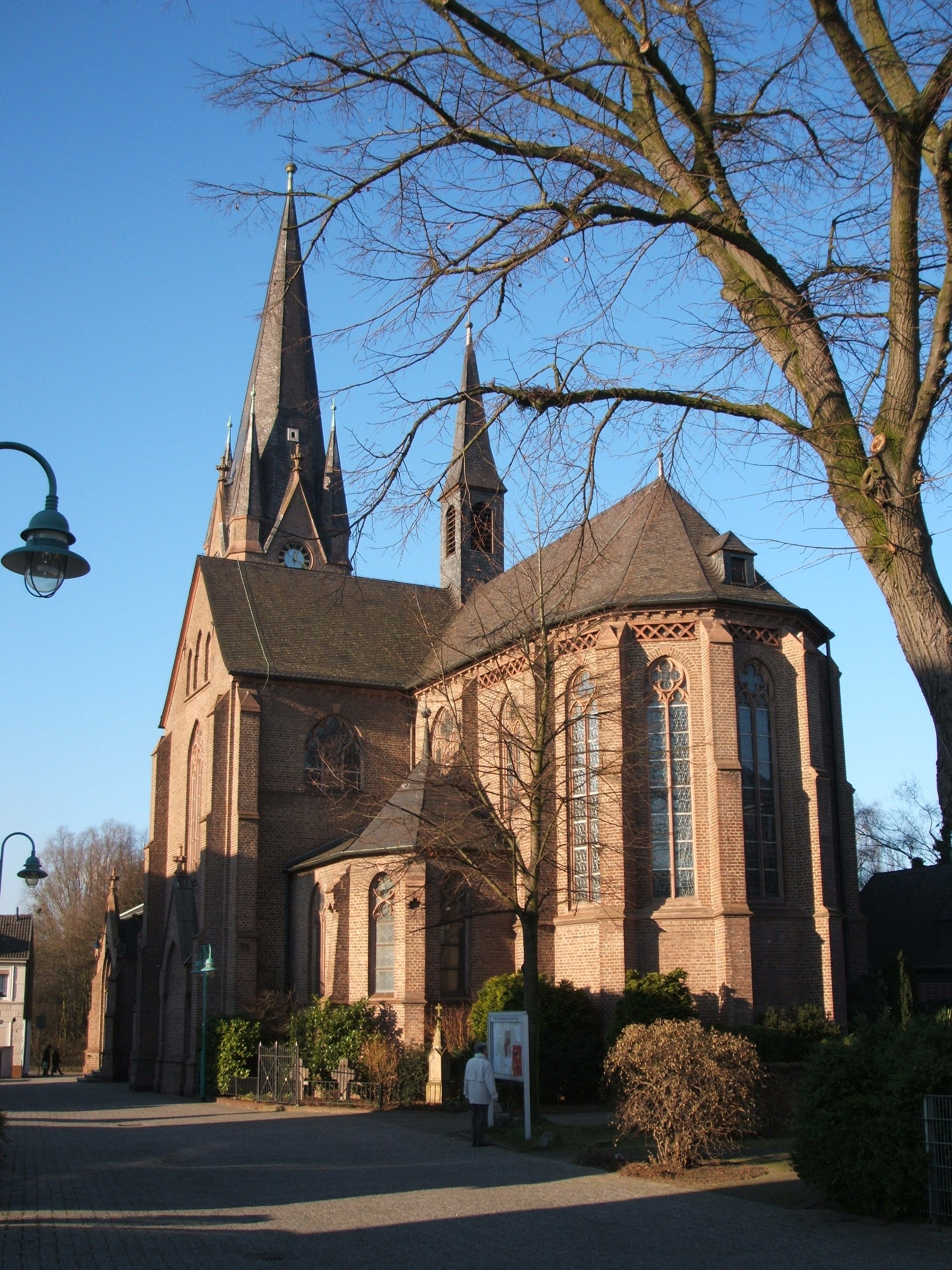
Rückansicht St. Peter und Paul

Die Kirche St. Peter und Paul ist ein unter Denkmalschutz stehender, neogotischer Sakralbau des späten 19. Jahrhunderts. Die Kirche befindet sich im Duisburger Stadtteil Huckingen an der Ecke Raiffeisenstraße und Albertus-Magnus-Straße und beherbergt die katholische Gemeinde Huckingens. Die Kirche trägt das Patrozinium St. Peter und Paul.

## Gebäude
Als neogotischer Bau zeichnet sich die Kirche durch die hohen spitzbogigen Fenster, die abgestuften Strebpfeiler, einen schlanken Vierungsturm und einen dominanten Kirchturm aus. Sie wurde aus Feldbrandziegeln als dreischiffige Pfeilerbasilika auf dem Platz der Vorgängerkirche errichtet.

## Geschichte
Anlass des Kirchenneubaus war ein schlechter Bauzustand der alten Kirche und ein dringender Vergrößerungsbedarf, da die Pfarre Huckingen zur Mitte des 19. Jahrhunderts für eine vergleichsweise große Region zuständig war, die aufgrund der fortschreitenden Industrialisierung durch eine stetig zunehmende Bevölkerung gekennzeichnet war. Hierzu gehörten neben Huckingen auch die damals deutlich dünner besiedelten Stadtteile Buchholz inkl. Eichelskamp, Großenbaum, Wedau und Bissingheim.
Für die Planung und Bauleitung war Josef Schrey aus Duisburg verantwortlich, der im Duisburger Adressbuch von 1878 als Architekt, Maurer und Zimmermeister genannt ist. Am 24. Mai 1877 erfolgte die Grundsteinlegung. 1878 wurde der erste Bauabschnitt, Hochchor und Vierung mit dem Querhaus, im Rohbau fertiggestellt.
Noch während der Bauarbeiten wurde ein Riss in einem der Vierungspfeiler entdeckt. Nach Anordnung durch die Erzbischöfliche Behörde in Köln wurde ein eiserner Ring um den Rundpfeiler gelegt. Nach weiteren statischen Berechnungen und Erkenntnissen, dass die Knicksicherheit der Pfeiler nicht ausreichend war, wurden schließlich vier Eisenrohre (möglicherweise auch massive Eisenpfeiler) um die vier Steinpfeiler gesetzt. Am Kopf und Fuß wurden sie mit einem Eisenring verbunden.
Nach mehrfachen Unterbrechungen wurde der Kirchenbau im Juni 1893 mit dem Langhaus und Turm abgeschlossen. Letzterer konnte nur durch eine Schenkung des Grafen Franz von Spee vollendet werden. Die erste Messe wurde am Weihnachtsfest 1893 gefeiert. Am 25. August 1894 wurden erstmals die neuen Glocken geläutet. Die Konsekration erfolgte 1902.
Den Zweiten Weltkrieg überstand die Kirche weitgehend unbeschädigt. Lediglich die Fenster wurden durch die Splitterwirkung des Artilleriebeschusses in Mitleidenschaft gezogen. Nur ein einziges Fenster auf der Südseite blieb intakt. Provisorische Glasplatten, die nach dem Krieg angebracht wurden, mussten durch neue Fenster ersetzt werden. Auch Innenputz und Anstrich wurden erneuert. Die Kosten übernahmen einzelne Spender und kirchliche Vereine.
Kurz nach dem Krieg, am 30. April 1946, beschloss der Kirchenvorstand neue Stahlglocken anzuschaffen, die am 16. Februar 1947 in der Kirche auf die Namen Peter, Paul, Maria und Joseph geweiht wurden. Die Stahlglocken wiederum wurden 1955 gegen 5 Bronzeglocken, welche am 16. Dezember 1955 auf die Namen Petrus, Paulus, Maria, Josef und Michael geweiht wurden, ausgetauscht.
In den Jahren 2012 und 2013 wurde vom Orgelbauer Uwe Renard auf der Empore für 160.000 Euro eine neue Orgel eingebaut. Das 6,50 Meter hohe, neue Orgelgehäuse sowie der Spieltisch wurden in der Kevelaerer Werkstatt des Orgelbauers vorgefertigt. Die aus dem Jahr 1979 stammende und 21 Register umfassende Orgel war 2009 für 20.000 Euro von der früheren, inzwischen geschlossenen Gemeinde St. Raphael in Essen-Bergerhausen erworben worden. Beim Einbau wurde eine mittelhohe Trompete nachgerüstet und zwei Register der ersten Huckinger Orgel aus dem Jahr 1909 übernommen. Außerdem wurden drei Bassregister der unmittelbaren Vorgängerorgel von 1956 eingebaut, so dass die Orgel im Endzustand 27 Register mit 1790 Pfeifen umfasst.